# ابیگیل برند
ابیگیل برند (به انگلیسی: Abigail Brand) یک شخصیت خیالی ابرقهرمان در کتاب‌های کامیک می‌باشد. این کاراکتر به دست جاس ویدون و جان کسدی خلق شده و برای اولین بار در مجموعه مردان-ایکس شگفت‌انگیز شماره ۶ام (۲۰۰۴) معرفی شد.
جدا از کتاب‌های کامیک، شرکت مارول ازابیگیل برند در دیگر کالاهای خود از جمله پوشاک، اسباب‌بازی، ورق بازی، انیمیشن‌های تلویزیونی و بازی‌های رایانه‌ای استفاده کرده است.